# Ohvida andros
Ohvida andros là một loài nhện trong họ Ctenidae.
Loài này thuộc chi Ohvida. Ohvida andros được miêu tả năm 2009 bởi Polotow & Antonio D. Brescovit.